# Ball de Rams d'Hostafrancs
El Ball de Rams d'Hostafrancs és un ball tradicional que se celebra anualment a la primeria d'octubre, habitualment el primer dissabte, al barri d'Hostafrancs de Barcelona, dins la festa major del barri. Va ser recuperat el 1995 per l'Esbart Ciutat Comtal i és una dansa viva, és a dir, tothom qui vulgui —tant si és membre del cos de ball de l'esbart com si no— pot afegir-s'hi.
El ball, sempre en parella, es fa en dues passades. En la primera, anomenada passada de lluïment, hi participen els balladors que han assistit als assaigs preparatoris de la dansa. Després d'una sèrie de danses vuitcentistes, es fa la segona passada, en què pot prendre part tothom qui ho vulgui.
La dansa pren el nom d'un element que porten a la mà totes les balladores: el ram. A més, duen un ventall que cada any té un color o un disseny diferent, però sempre il·lustrat amb algun motiu relacionat amb el barri o amb la festa major.